# Elminia nigromitrata
Elminia nigromitrata là một loài chim trong họ Stenostiridae.